# José Gómez Ortega

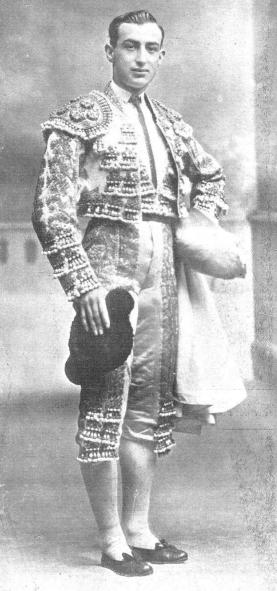
Joselito (1919)

José Gómez Ortega (genannt Joselito) (* 8. Mai 1895 in Gelves bei Sevilla; † 16. Mai 1920 in Talavera de la Reina) war ein spanischer Stierkämpfer. Er zählt zu den bedeutendsten Toreros des beginnenden 20. Jahrhunderts und prägte zusammen mit seinem großen Rivalen Juan Belmonte das Goldene Zeitalter des Stierkampfs im 20. Jahrhundert in Spanien.

## Leben

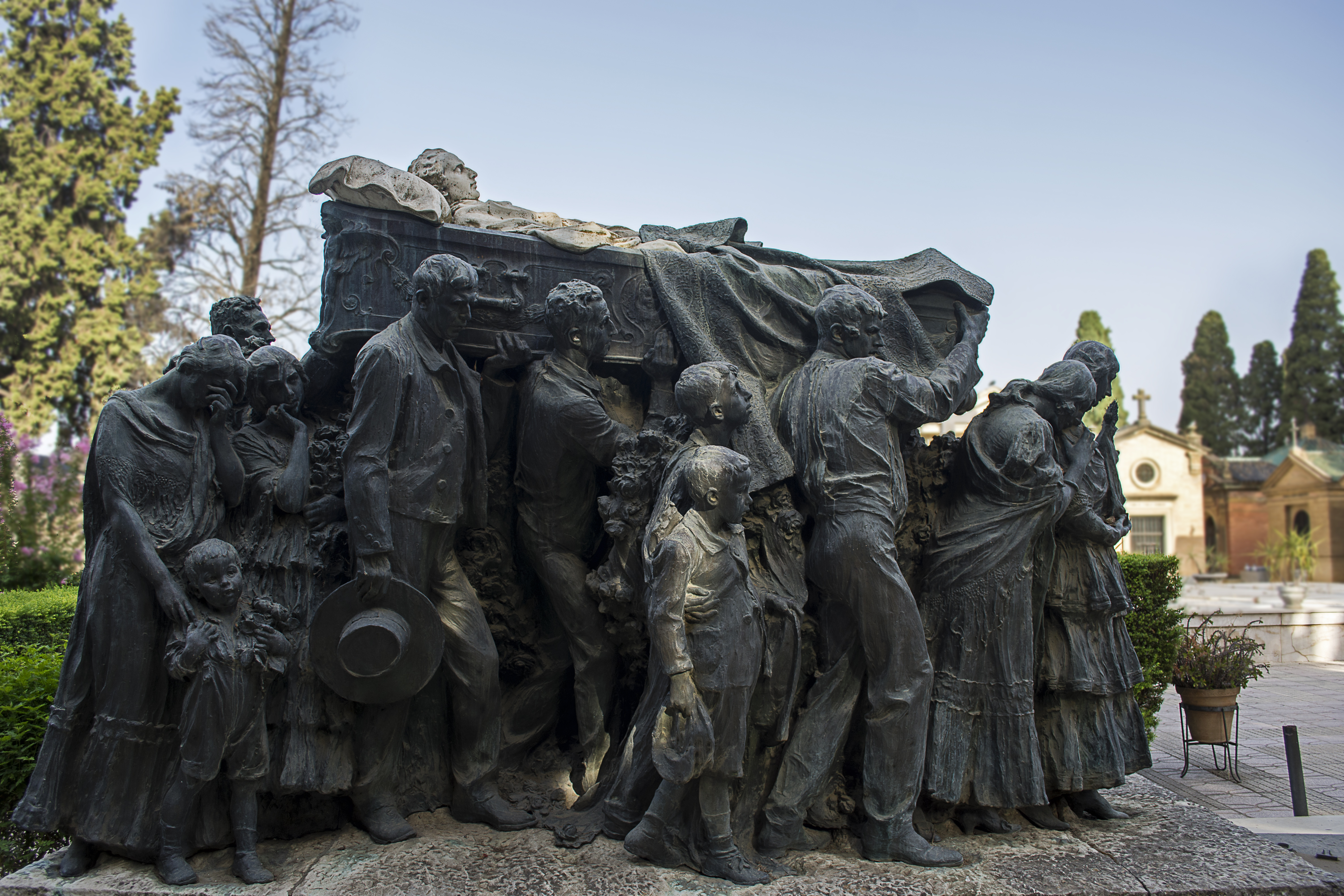
Das Grabmonument des Bildhauers Mariano Benlliure, 1924. Es trägt den Werktitel Das sevillianische Volk trägt die sterblichen Überreste Joselitos. 18 Personen werden dargestellt, welche die andalusische Gesellschaft repräsentieren sollen. Bronzeguss der Firma Ferrero y Mir, Madrid.

José Gómez Ortega gehörte einer Stierkämpfer-Dynastie aus der ethnischen Minderheit der Gitanos an. Er war der Sohn des Matadors Fernando Gómez und der Tänzerin Gabriela Ortega Gómez. Schon in jungen Jahren war er begeistert von dem Beruf, den auch sein großer Bruder Rafael ausübte. Er begleitete seinen Bruder gelegentlich zu dessen Stierkämpfen.
Am 13. Juni 1908 tötete Ortega im Alter von 12 Jahren sein erstes Stierkalb in der Arena von Jerez de la Frontera. Er trat bald in den verschiedenen Arenen seiner Heimat auf und erhielt den Beinamen Joselito. An seinem 16. Geburtstag tötete er 16 Stiere. Am 28. September 1912 wurde er in einem traditionellen Zeremoniell, der Alternativa, zum Matador ernannt. Der damals 17-Jährige war damit der jüngste Matador aller Zeiten. Die feierliche Anerkennung der Ernennung wurde am 1. Oktober 1912 im Rahmen einer Corrida in Madrid vollzogen.
Ortega verbesserte mit der Zeit seine Technik und sein Auftreten. Nur die besten Mitkämpfer nahm er in seine Cuadrillas auf. Er stand an der Spitze der spanischen Matadoren und trat in mehr als sechshundert Corridas auf.
Bei einer Corrida in Talavera de la Reina am 16. Mai 1920, an der er mit seinem Schwager Ignacio Sánchez Mejias teilnahm, traf ihn der Stier Bailaor so unglücklich mit dem Horn, dass er eine tiefe Stichverletzung davontrug, an deren Folgen er kurz darauf starb. Für diese Corrida war Joselito zunächst gar nicht als teilnehmender Matador gemeldet gewesen und war erst kurzfristig auf seinen persönlichen Wunsch hin in das Programm aufgenommen worden.
Ein Sonderzug wurde für den Transport seiner Leiche aus Madrid angefordert, wohin er zur Aufbahrung 48 Stunden ins Haus seiner Familie gebracht wurde. Die gesamte Regierung sowie zahlreiche Militärs, Geistliche und Zivilisten nahmen an den Trauerfeierlichkeiten und dem Trauerzug durch Madrid teil. Das Königspaar kondolierte. Ein Sonderzug brachte den Toten darauf nach Sevilla. Dort ereignete sich ein weiterer Trauerumzug mit tausenden Teilnehmern hin zur Basilica de Santa Maria de la Esperanza Macarena, wo er erneut aufgebahrt wurde, um darauf auf dem Friedhof San Fernando beerdigt zu werden. Der valencianische Bildhauer Mariano Benlliure (1862–1947) wurde 1921 mit der 1926 aufgestellten Grabskulptur aus Marmor und Bronze beauftragt. Unter den in der Skulptur abgebildeten Sargträgern befinden sich der Stierzüchter Edouardo Miura († 1916) und der Stierkämpfer Ignacio Sánchez Mejias.

## Rezeption
Ernest Hemingway lässt die Protagonisten seines Buches Tod am Nachmittag sagen, Joselito sei der beste Stierkämpfer aller Zeiten gewesen.